# КС Бюлис
КС „Бюлис Балши“ (на албански: Klubi Sportiv Bylis Ballsh) е албански футболен отбор от град  Балши. Състезава се в албанската Суперлига. Домакинските си срещи играе на стадион „Агуш Мака“, с капацитет 6 000 зрители.  

## История
Клубът е създаден през 1972 г. До 1995 година оси името „Балш И Ри“.

## Успехи
- Суперлига:
  -  Бронзов медал (1): 1998/99

- Купа на Албания:
  -  Финалист (1): 2013

## Основни даты в историята на клуба
- 1972 — клубът е основан като „Балши И Ри“
- 1995 — преименуване на клуба в „Бюлис“
- 1997 — дебют в Суперлигата на Албания
- 1999 — дебют в еврокупите срещу  Интер (Братислава) в Купата на УЕФА - 0:2, 1:3